# Pasaxon
Pasaxon (tiếng Lào: ປະຊາຊົນ, n.đ. 'Nhân dân') là một tuần báo được xuất bản ở Lào. Số báo đầu tiên ra đời ngày 13 tháng 8 năm 1950. Đây là cơ quan ngôn luận của Đảng Nhân dân Cách mạng Lào.